# Stazione di Poggio Imperiale
Stazione di Poggio Imperiale vasútállomás Olaszországban, Puglia régióban, Apricena településen.

## Vasútvonalak
Az állomást az alábbi vasútvonalak érintik:
- Ancona–Lecce-vasútvonal

## Kapcsolódó állomások
A vasútállomáshoz az alábbi állomások vannak a legközelebb: 
- Stazione di Apricena
- Stazione di Chieuti-Serracapriola